# Liese- und Boxelbachtal
Das Naturschutzgebiet Liese- und Boxelbachtal liegt auf dem Gebiet der Stadt Beckum und der Gemeinde Wadersloh im Kreis Warendorf in Nordrhein-Westfalen. Das etwa 51,3 ha große Gebiet, das im Jahr 1990 unter Naturschutz gestellt wurde, erstreckt sich östlich der Kernstadt Beckum. Durch das Gebiet hindurch fließt die Liese, westlich und südlich verläuft die B 58.